# زیردریایی اشچا-۲۱۳
زیردریایی اشچا-۲۱۳ (به انگلیسی: Soviet submarine Shch-213) یک زیردریایی بود که طول آن ۵۷٫۰۰ متر (۱۸۷٫۰۱ فوت) بود. این زیردریایی در سال ۱۹۳۷ ساخته شد.